# Investigatori d'Italia
Investigatori d'Italia è una miniserie televisiva italiana, di genere commedia poliziesca, diretta da Paolo Poeti e andata in onda in tredici puntate su Rai Due dal 7 ottobre al 30 ottobre 1987.
La miniserie venne girata negli studi di Cinecittà, a Roma.

## Trama
Nel 1899, a Torino, durante il regno d'Italia, sotto il regno di re Umberto, l'eminente professor Boato è rinomato a livello internazionale nella scienza dell'identificazione di un colpevole in base alla forma del volto e del corpo, sui dettami di Cesare Lombroso.
Il commissario Ferrante chiede quindi al professore di aiutarlo a risolvere i tanti strani e stravaganti delitti commessi nella sua città. Il professore risolve le questioni il più rapidamente possibile, per trascorrere più tempo nel suo cabaret preferito, in compagnia di donne affascinanti – tra le quali spicca Giovanna – anche per sfuggire alle attenzioni di Lili, che è stata per dieci anni la sua fidanzata.
Tutto andrebbe bene per il professore se non avesse un apprendista, il dottor Scipione Aventa, ardente ammiratore dell'Inghilterra e seguace di Sherlock Holmes. Per quest'ultimo, solo il ragionamento scientifico e le prove matematiche possono risolvere gli enigmi. Costantemente in disaccordo con il professore, si ostina a portare avanti l'indagine pasticciata dal suo maestro, e riesce a smascherare tutti i colpevoli. Ma è il professore a rubare la scena a Scipione, riscuotendo ogni volta gli onori...

## Trasmissione
La serie venne diffusa anche in Francia, col titolo Enquêtes à l'italienne – con un diverso ordine di episodi rispetto alla trasmissione italiana – sul canale TF1. Dopo la prima visione venne replicata numerose volte nel palinsesto notturno del canale dal 1990 al 2003.
La piattaforma Rai Play non ha ancora reso disponibili in streaming le puntate integrali.

## Episodi
| Nº | Titolo                                         | Prima TV        |
| -- | ---------------------------------------------- | --------------- |
| 1  | La vendetta del tamburino sardo                | 7 ottobre 1987  |
| 2  | Il diabolico crimine della vipera umana        | 8 ottobre 1987  |
| 3  | Il mistero dell'inseguitore di landò           | 9 ottobre 1987  |
| 4  | Lo strano caso del bocciofilo suicida          | 12 ottobre 1987 |
| 5  | L'inafferrabile mostro del fiume Po            | 13 ottobre 1987 |
| 6  | L'insolito caso dello strigliatore di giraffe  | 14 ottobre 1987 |
| 7  | Il mistero dello scultore assiderato           | 15 ottobre 1987 |
| 8  | L'enigma dell'anatra di Viggiù                 | 16 ottobre 1987 |
| 9  | L'omicidio del banchiere galante               | 20 ottobre 1987 |
| 10 | L'enigma del digiunatore di Pinerolo           | 22 ottobre 1987 |
| 11 | Il mistero della risata che uccide             | 23 ottobre 1987 |
| 12 | Il misfatto dell'adultero scapigliato          | 28 ottobre 1987 |
| 13 | L'ultima pericolosa indagine (Un nuovo secolo) | 30 ottobre 1987 |

### La vendetta del tamburino sardo
- Interpreti: Vincenzo Crocitti (Garnieri), Nando Paone (Pudu), Vito (Pascuchi)

### Il diabolico crimine della vipera umana
- Interpreti: Pierre Santini (Paoli), Stefania Casini (Clotilda Mandracci), Nicola Pistoia (Pietro Gismondi), Syusy Blady (la sarta di Gina), Dante Fioretti (il venditore di bottoni), Tiziana Fiorvelutti (Natacha), Maria Amelia Monti (Luisa Gismondi), Giovanni Attanasio (lo zio Montaldo)

### Il mistero dell'inseguitore di landò
- Interpreti: Macha Méril (Caterina), David Zed (Solescu / Cilescu), Venantino Venantini (Bacci), Carlo Monni (Giacomo Ruccelli, detto "Spartacus"), Mario Sucich

### Lo strano caso del bocciofilo suicida
- Interpreti: Cyrus Elias (Crespi), Marzia Ubaldi (Madame Rigottino), Enrico Papa (Bragozzi), Emanuela Moschin (Teresa Buono), Guido Cerniglia (Rigottino), Mario Pedone (il complice di Crespi)

### L'inafferrabile mostro del fiume Po
- Interpreti: Anna Melato (Luisa Caligari), Alessandra Mussolini (Cristina Carli), Nicoletta Della Corte (Teresa Carli), Franco Diogene (Pietracqua), Antonello Fassari (Massimo Caligari), Claudio Carafoli (voce del centralinista)

### L'insolito caso dello strigliatore di giraffe
- Interpreti: Lorella Morlotti (Erika), Fabrizia Castagnoli (Leopolda), Franco Belli (Berlenga), Nicola Pistoia (Filippo Beretta), Roberto Bencivenga (il pianista di Erika)

### Il mistero dello scultore assiderato
- Interpreti: Ugo Maria Morosi (Soffietti), Antonino Iuorio (il dottor Mostone), Licinia Lentini (Rita Ghirelli), Adriana Russo (Gigi), Armando Marra (Ghirelli)

### L'enigma dell'anatra di Viggiù
- Interpreti: Pino Patti (il conte Braghetti), Tamara Triffez (la contessa Costanza Braghetti), Achille Brugnini (il dottor Filuzzo), Victor Poletti (Rebecchini), Ria De Simone (Verena Frost), Alessandra Acciai, Mario Pedone

### L'omicidio del banchiere galante
- Interpreti: Francesca Romana Coluzzi (Lucia Monterossa), Roberto Della Casa (Monterossa)

### L'enigma del digiunatore di Pinerolo
- Interpreti: Marzia Ubaldi (Madame Drago), Alessandra Mussolini (Giuliana Drago), Carlo Monni (Lanciani), Patrizio Roversi (Bernardi), Angelo Maggi (Ulisse Besuzzi), Renzo Rinaldi (Artusi), Sergio Stefanini (Paolizzi)

### Il mistero della risata che uccide
- Interpreti: Carlo Croccolo (Adolfo Griseri), Paolo De Vita (Paolo Dragone), Serena Bennato (Camilla Griseri), Dodo Gagliarde (Giuseppe Amalfi), Emanuela Moschin (Giuseppina Tirabovis), Luciana Palombi (Carmen)

### Il misfatto dell'adultero scapigliato
- Interpreti: Franco Javarone (il conte Roggia), Giuseppe Cederna (l'amministratore), Loris Loddi (Vanzi), Elena Bonelli (la contessa Albina Roggia), Silvia Nebbia (la donna del sospettato)

### L'ultima pericolosa indagine (Un nuovo secolo)
- Interpreti: Gianni Musy (Dufour / Popi), Angelo Maggi (Checco Buttone), Luciana Negrini, Sandra Collodel (Virginia Paoli), Sergio Solli (Paolo Conti)